# Plus Ultra (aereo)

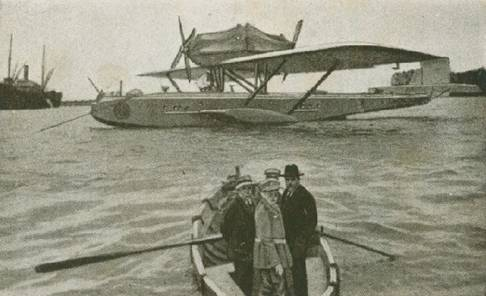
Il Plus Ultra a Palos de la Frontera prima della partenza

Plus Ultra è il nome dato all'idrovolante Dornier Do J dell' Aeronáutica Militar spagnola, costruito in Italia, che compì la prima trasvolata atlantica tra la Spagna e il Sud America nel 1926.
Questa traversata transatlantica con singolo aereo, precedette  la “crociera collettiva transatlantica Italia-Brasile del 1930.

## Storia
L'impresa fu ideata e realizzata dal comandante, maggiore Ramón Franco, fratello minore dell'allora colonnello Francisco Franco. I quattro membri dell'equipaggio dell'idrovolante erano, oltre a Franco, il capitano Julio Ruiz de Alda, il sottotenente di vascello Juan Manuel Durán e il meccanico Pablo Rada, tutti spagnoli.

Il volo transatlantico del Plus Ultra

Fece per la prima volta un volo tra la Spagna e il Sud America, con partenza il 22 gennaio 1926 dal porto di Palos de la Frontera (da dove era partito Cristoforo Colombo)) con destinazione Buenos Aires, dove giunse il 10 febbraio dello stesso anno.
Il raid Plus Ultra seguì grosso modo la rotta utilizzata nel 1922 dagli ufficiali aviatori della marina portoghese Sacadura Cabral e Carlos Viegas Gago Coutinho, nella prima traversata aerea del Sud Atlantico (Lisbona - Rio de Janeiro), per la quale servirono però tre idrovolanti a causa di guasti meccanici.
Il volo fu un clamoroso successo dal punto di vista tecnico: furono percorsi 10.270 km in 59 ore e 30 minuti, alla velocità media di 172 km/h.Il tratto più lungo, nell'atlantico di 2305 Km tra le isole di Praia e Fernando de Noronha fu compiuto in 12 ore e 40 minuti.
Il 4 febbraio raggiunse Rio de Janeiro e l'accoglienza riservata agli aviatori fu entusiastica. Il 9 arrivarono  a Montevideo e il giorno successivo Franco, Ruiz de Alda, Durán e Rada a Buenos Aires, acclamati da una grande folla. L'arrivo degli aviatori spagnoli fu ricordato a lungo in Argentina, e salutato come una grande impresa dai giornali di tutto il mondo.
L'aereo fu successivamente donato alla Marina argentina e utilizzato per consegnare posta aerea.
Nel 1985 fu rispedito in Spagna con l'obiettivo di riportarlo in condizioni di volo ma il progetto fallì e si preferì fare una replica, costruita nel 1992 ed esposta al Museo del Aire di Madrid. L'originale, restaurato nel 2006, si trova in Argentina nel museo di Lujan .